# Torpeda Howell Mark I
Howell Mark I – pierwsza torpeda kalibru 360 mm zamówiona przez United States Navy, napędzana za pomocą bezwładnościowego układu napędowego. Zawarty w 1889 roku kontrakt, opiewał na 30 sztuk torped, w roku 1894 natomiast, dokonano dodatkowego zamówienia na 20 sztuk. Torpedy te pozostawały w służbie w latach 1895-1903.